# Phrynium hainanense
Phrynium hainanense är en strimbladsväxtart som beskrevs av Te Lin Wu och Sen Jen Chen. Phrynium hainanense ingår i släktet Phrynium och familjen strimbladsväxter. Inga underarter finns listade.